# Muskelzerrung
Eine Muskelzerrung, auch Distension genannt, bezeichnet den Vorgang einer unphysiologisch ablaufenden Muskeldehnung. Im Gegensatz zum Muskelfaserriss liegt eine in der Kernspintomographie sichtbare Ödembildung in der Muskulatur vor. Makroskopisch sind keine Risse der Muskelfasern sichtbar.

## Behandlung
PECH-Regel (Pause, Eis, Compression, Hochlagerung). Zur Kühlung eignen sich am besten Eis (nicht direkt aufbringen) bzw. kaltes Wasser (Einwirkungszeit ca. 20 Minuten). Ziel der Sofortbehandlung ist die Reduzierung der Einblutung in den Muskel und das Vermeiden einer Schwellung. Zu diesem Zweck ist eine Kühlung innerhalb der ersten Minuten erforderlich. Je schneller diese erfolgt, umso kürzer ist die Behandlungsdauer. Eine konsequente Hochlagerung der Extremität sowie ein elastischer Verband zur Kompression sind in den ersten Stunden entscheidend, um eine Schwellung zu verhindern. Später sind leichte Bewegungen hilfreich, damit das Gewebe gut durchblutet wird und sich so schneller regeneriert. Eine Eisbehandlung dient dann, wenn erforderlich, nur noch der Schmerzlinderung.